# زرشک کلرادو
زرشک کلرادو (نام علمی: Berberis fendleri) نام یک گونه از سرده زرشک است.